# 英宝社
株式会社英宝社（えいほうしゃ）は、大学向け英語教科書、英語関連研究書の発行が中心の出版社。

## 概要
- 代表者：代表取締役社長　佐々木元
- 沿革：1949年　設立
- 本社所在地：東京都千代田区岩本町2-7-7